# Saba Lobżanidze
Saba Lobżanidze (ur. 18 grudnia 1994 w Tbilisi) – gruziński piłkarz występujący na pozycji napastnika w amerykańskim klubie Atlanta United oraz w reprezentacji Gruzji. Wychowanek Dinama Tbilisi.

## Odznaczenia
- Order Honoru – 2024[1][2][3][4]